# Marc Levy
Marc Levy (ibland stavat Lévy), född 16 oktober 1961 i Boulogne-Billancourt, Hauts-de-Seine, är en fransk romanförfattare.